# Véka

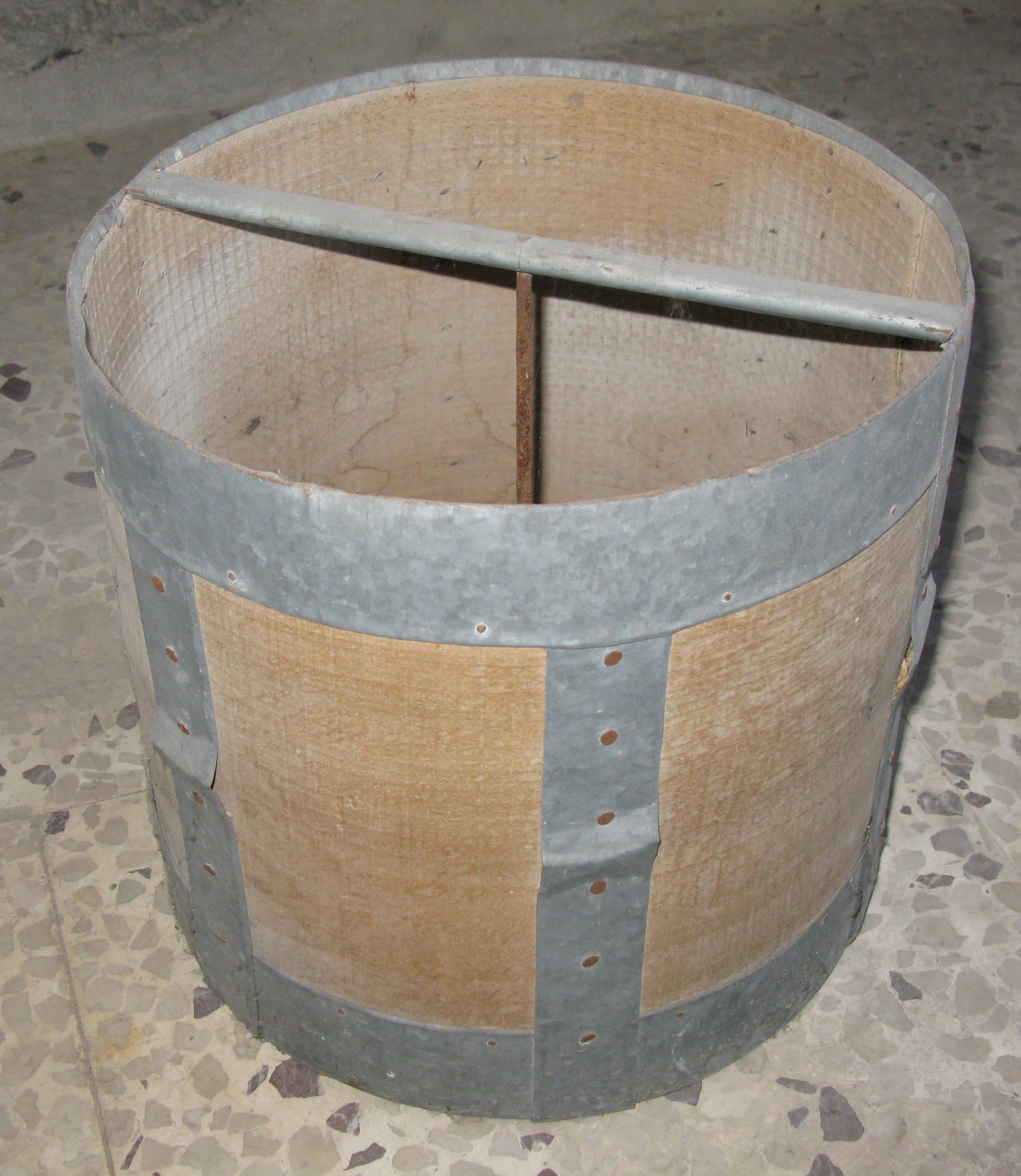
Sziciliai véka

A véka régi száraz űrmérték, illetve tárolóedény. 
Latin megnevezései: modius, quartale.
A véka mérték alapját jelentő faedényt is megnevezi. Első magyar említése 1397-ből származik. Erdélyben, Partiumban, Tiszaháton és a Felvidék délkeleti részén használták. Elsősorban szemtermények, gabonák mérésére használták. 
Közvetve területmértékként is használták: 1 vékás az a földterület melynek bevetéséhez 1 véka vetőmag szükséges, ez 400 négyszögölnek felel meg. Váltásai: általában a mérő fele, harmada vagy negyede illetve 1 véka általában 40 icce.
A mérőedény tetején szintező futott körbe, méréskor a terménynek ezt a szintet el kellett érnie. Ha efölött ért a termény akkor „tetézve”, ha ezt (csapófával) lecsapták, akkor „csapva” mértek. 
A mérték helyenként, koronként változott; magyar nyelvterületen 1 véka 13,4 l - 62,0 l közé esett, legáltalánosabban 31,0 l. Ez súlyban kifejezve: 10,0 kg - 46,5 kg.
A leggyakoribb alegységei:
- budai véka:  17. sz elejéig 13,4 l (10,07 kg) utána 1730-ig 19,23 l (14,42 kg) majd  31,13 l (23,35 kg)[1]

## Biblia, szólások, irodalom
A szó a metrikus rendszer bevezetése után is fennmaradt az  Mt. 5,15 és Mk. 4,21 helyeken a bibliai mértékegységek fordításában és az olyan szólásokban, mint a véka alá rejti a gyertyát, a tudást, az igazságot. A bibliai mérték fordításaként Luther választotta a vékát (németül Scheffel), az angol fordítások a szintén vékát jelentő bushel szót alkalmazták – többek között..
A tizenkét balladai kőmíves vállalása Déva váránál: Hogy fölépittenék fél véka ezüstér, / Fél véka ezüstér, fél véka aranyér.